# Ski alpin aux Jeux olympiques de la jeunesse d'hiver de 2016
Navigation
2012 2020
Les neuf épreuves de ski alpin aux Jeux olympiques de la jeunesse d'hiver de 2016 ont lieu du 14 au 20 janvier 2016 dans la station Hafjell en Norvège.

## Calendrier des compétitions
Le tableau ci-dessous montre le calendrier des neuf épreuves de ski alpin.
| Slalom        |                  |  |  |  |  |  |  |  |  |  |  |
| Slalom géant  |                  |  |  |  |  |  |  |  |  |  |  |
| Super-combiné |                  |  |  |  |  |  |  |  |  |  |  |
| Super-G       |                  |  |  |  |  |  |  |  |  |  |  |
| Femmes        |                  |  |  |  |  |  |  |  |  |  |  |
| Slalom        |                  |  |  |  |  |  |  |  |  |  |  |
| Slalom géant  |                  |  |  |  |  |  |  |  |  |  |  |
| Super-combiné |                  |  |  |  |  |  |  |  |  |  |  |
| Super-G       |                  |  |  |  |  |  |  |  |  |  |  |
| Mixte         | Slalom parallèle |  |  |  |  |  |  |  |  |  |  |

|  | Jour de l'épreuve |

## Résultats

### Hommes
| Épreuve       | Or               | Or            | Argent             | Argent        | Bronze                | Bronze        |
| ------------- | ---------------- | ------------- | ------------------ | ------------- | --------------------- | ------------- |
| Super G       | River Radamus,   | 1 min 10 s 62 | Pietro Canzio      | 1 min 10 s 65 | Manuel Traninger      | 1 min 11 s 03 |
| Slalom géant  | River Radamus    | 2 min 35 s 05 | Yohei Koyama       | 2 min 36 s 12 | Anton Grammel         | 2 min 36 s 54 |
| Slalom        | Manuel Traninger | 1 min 38 s 74 | Filip Vennerstroem | 1 min 38 s 77 | Odin Vassbotn Breivik | 1 min 40 s 07 |
| Super combiné | River Radamus    | 1 min 52 s 87 | Manuel Traninger   | 1 min 52 s 94 | Pietro Canzio         | 1 min 53 s 65 |

### Femmes
| Épreuve       | Or               | Or            | Argent                      | Argent        | Bronze                      | Bronze        |
| ------------- | ---------------- | ------------- | --------------------------- | ------------- | --------------------------- | ------------- |
| Super G       | Nadine Fest      | 1 min 11 s 93 | Julia Scheib                | 1 min 12 s 56 | Aline Danioth               | 1 min 12 s 69 |
| Slalom géant  | Mélanie Meillard | 2 min 33 s 28 | Katrin Hirtl-Stanggassinger | 2 min 33 s 34 | Aline Danioth               | 2 min 33 s 95 |
| Slalom        | Aline Danioth    | 1 min 43 s 21 | Ali Nullmeyer               | 1 min 44 s 80 | Meta Hrovat                 | 1 min 45 s 85 |
| Super combiné | Aline Danioth    | 1 min 55 s 74 | Mélanie Meillard            | 1 min 56 s 12 | Katrin Hirtl-Stanggassinger | 1 min 57 s 25 |

### Mixte
| Épreuve          | Or                             | Argent                              | Bronze                          |
| ---------------- | ------------------------------ | ----------------------------------- | ------------------------------- |
| Slalom parallèle | Lucia Rispler Jonas Stockinger | Anastasiia Silanteva Aleksey Konkov | Riikka Honkanen Sampo Kankkunen |

## Qualification
Chaque nation peut envoyer un total de 4 athlètes (2 hommes et 2 femmes). Un total de 115 athlètes (60 hommes et 55 femmes) sont en compétition, plus d'éventuels de réalocations d'autres disciplines de la part de la FIS. Les 7 premières nations du Championnat du monde junior de ski alpin, ainsi que le pays organisateur, la Norvège, peuvent envoyer 4 athlètes.

## Tableau des médailles
| Rang  | Nation     | Or | Argent | Bronze | Total |
| ----- | ---------- | -- | ------ | ------ | ----- |
| 1     | Suisse     | 3  | 1      | 2      | 6     |
| 2     | États-Unis | 3  | 0      | 0      | 3     |
| 3     | Autriche   | 2  | 2      | 1      | 5     |
| 4     | Allemagne  | 1  | 1      | 2      | 4     |
| 5     | Italie     | 0  | 1      | 1      | 2     |
| 6     | Canada     | 0  | 1      | 0      | 1     |
| 6     | Japon      | 0  | 1      | 0      | 1     |
| 6     | Russie     | 0  | 1      | 0      | 1     |
| 6     | Suède      | 0  | 1      | 0      | 1     |
| 10    | Finlande   | 0  | 0      | 1      | 1     |
| 10    | Norvège    | 0  | 0      | 1      | 1     |
| 10    | Slovénie   | 0  | 0      | 1      | 1     |
| Total | Total      | 11 | 9      | 11     | 31    |